# Xingren (köpinghuvudort i Kina, Heilongjiang Sheng, lat 47,17, long 126,14)
Xingren (kinesiska: 兴仁, 兴仁镇) är en köpinghuvudort i Kina. Den ligger i provinsen Heilongjiang, i den nordöstra delen av landet, omkring 160 kilometer norr om provinshuvudstaden Harbin. Antalet invånare är 16 915. Befolkningen består av 8 232 kvinnor och 8 683 män. Barn under 15 år utgör 11,0 %, vuxna 15-64 år 81 %, och äldre över 65 år 6,0 %.
Runt Xingren är det ganska tätbefolkat, med 155 invånare per kvadratkilometer. Närmaste större samhälle är Mingshui, 18,2 km väster om Xingren. Trakten runt Xingren består till största delen av jordbruksmark.
Genomsnittlig årsnederbörd är 893 millimeter. Den regnigaste månaden är juli, med i genomsnitt 282 mm nederbörd, och den torraste är januari, med 6 mm nederbörd.